# Bernd Heynemann
Bernd Heynemann (Magdeburg, 1954. január 22. –) német nemzetközi labdarúgó-játékvezető. 1979-ben Magdeburgban üzleti vezetésből vizsgázott. 1992-ben került a betegbiztosítási számítóközpontba osztályvezetőnek. 1999-től a Magdeburg városi tanácsába képviselő. Politikus, 2002 óta a német Bundestag tagja.

## Pályafutása

### Nemzeti játékvezetés
Az NDK-ban 1980 és 1991 között volt a legmagasabb labdarúgó osztály játékvezetője. Mérkőzéseinek száma: 98. A két német állam egyesülését követően az újjáalakuló, közös nemzeti ligában további 53 első osztályú mérkőzést vezetett. Hatalmas népszerűsége volt a sportvezetők és a játékosok között. Aktív nemzeti játékvezetői pályafutását 2001-ben befejezte. Összes második ligás találkozója: 98, első ligás mérkőzéseinek száma: 151.

#### Nemzeti kupamérkőzések
Vezetett Kupa-döntők száma: 1.

##### Szuper Kupa
| Időpont            | Helyszín                  | Mérkőzés típusa | Mérkőzés                           | Eredmény | Nézők száma |
| ------------------ | ------------------------- | --------------- | ---------------------------------- | -------- | ----------- |
| 1994. augusztus 7. | Olimpiai Stadion, München | döntő           | FC Bayern München–SV Werder Bremen | 1 : 3    | 22 000      |

### Nemzetközi játékvezetés
A Német Demokratikus Köztársaság (NDK) Labdarúgó-szövetségének felterjesztésére 1998-ban lett nemzetközi játékvezető, a Nemzetközi Labdarúgó-szövetség (FIFA) bírói karának tagja. Több nemzetek közötti válogatott és klubmérkőzést vezetett. A német nemzetközi játékvezetők rangsorában, a világbajnokság-Európa-bajnokság sorrendjében a 7. helyet foglalja el 11 találkozó szolgálatával. Az UEFA által szervezett labdarúgó kupasorozatokban összesen 42 mérkőzést vezetett, amivel a 37. helyen áll. Az aktív nemzetközi játékvezetést a FIFA korhatárának elérése miatt 1999-ben befejezte. Válogatott mérkőzéseinek száma: 14.

#### Világbajnokság

##### U20-as labdarúgó-világbajnokság
Portugália rendezte a 8., az 1991-es ifjúsági labdarúgó-világbajnokságnak ahol a FIFA bemutatta a nemzetközi részvevőknek.
| Időpont          | Helyszín                        | Mérkőzés típusa              | Mérkőzés               | Eredmény | Nézők száma |
| ---------------- | ------------------------------- | ---------------------------- | ---------------------- | -------- | ----------- |
| 1991. június 18. | Primeiro de Maio Stadion, Braga | csoportmérkőzés (C. csoport) | Ausztrália–Szovjetunió | 1 : 0    | 10 000      |

---
A világbajnoki döntőhöz vezető úton Franciaországba a XVI., az 1998-as labdarúgó-világbajnokságra az UEFA JB bírói szolgálattal bízta meg. Világbajnokságokon vezetett mérkőzéseinek száma: 2.

##### 1998-as labdarúgó-világbajnokság

###### Selejtező mérkőzés
| Időpont           | Helyszín                        | Mérkőzés típusa           | Mérkőzés                | Eredmény | Nézők száma |
| ----------------- | ------------------------------- | ------------------------- | ----------------------- | -------- | ----------- |
| 1997. március 29. | Rugby Park Stadion, Kilmarnock  | előselejtező (4. csoport) | Skócia–Észtország       | 2 : 0    | 17 996      |
| 1997. április 30. | Ali Sami Yen Stadion, Isztambul | előselejtező (7. csoport) | Törökország–Belgium     | 1 : 3    | 21 350      |
| 1997. október 21. | GSP Stadion, Nicosia            | előselejtező (3. csoport) | Finnország–Magyarország | 1 : 1    | 31 670      |

###### Világbajnoki mérkőzés
| Időpont          | Helyszín                     | Mérkőzés típusa              | Mérkőzés             | Eredmény | Nézők száma |
| ---------------- | ---------------------------- | ---------------------------- | -------------------- | -------- | ----------- |
| 1998. június 22. | Mosson Stadion, Montpellier  | csoportmérkőzés (G. csoport) | Kolumbia–Tunézia     | 1 : 0    | 35 000      |
| 1998. június 27. | Vélodrome Stadion, Marseille | nyolcaddöntő                 | Olaszország–Norvégia | 1 : 0    | 60 000      |

#### Európa-bajnokság
Az európai-labdarúgó döntőhöz vezető úton Angliába a X., az 1996-os labdarúgó-Európa-bajnokságra és a közös rendezésű Belgiumba és Hollandiába a XI., a 2000-es labdarúgó-Európa-bajnokságra az UEFA JB játékvezetőként alkalmazta.

##### 1996-os labdarúgó-Európa-bajnokság

###### Selejtező mérkőzés
| Időpont             | Helyszín                     | Mérkőzés típusa           | Mérkőzés                | Eredmény | Nézők száma |
| ------------------- | ---------------------------- | ------------------------- | ----------------------- | -------- | ----------- |
| 1994. szeptember 7. | Ljudski vrt Stadion, Maribor | előselejtező (4. csoport) | Szlovénia–Olaszország   | 1 : 1    | 6 000       |
| 1995. április 26.   | La Beaujoire Stadion, Nantes | előselejtező (1. csoport) | Franciaország–Szlovákia | 4 : 0    | 23 910      |

###### Európa-bajnoki mérkőzés
csoportmérkőzés
| Időpont          | Helyszín                        | Mérkőzés típusa              | Mérkőzés                | Eredmény | Nézők száma |
| ---------------- | ------------------------------- | ---------------------------- | ----------------------- | -------- | ----------- |
| 1996. június 19. | City Ground Stadion, Nottingham | csoportmérkőzés (D. csoport) | Horvátország–Portugália | 0 : 3    | 20 484      |

##### 2000-es labdarúgó-Európa-bajnokság

###### Selejtező mérkőzés
| Időpont            | Helyszín                     | Mérkőzés típusa           | Mérkőzés             | Eredmény | Nézők száma |
| ------------------ | ---------------------------- | ------------------------- | -------------------- | -------- | ----------- |
| 1998. október 14.  | Neftochimik Stadion, Burgasz | előselejtező (5. csoport) | Bulgária–Svédország  | 0 : 1    | 12 000      |
| 1999. október 9.   | Francia Stadion, Saint-Denis | előselejtező (4. csoport) | Franciaország–Izland | 3 : 2    | 78 381      |
| 1999. november 17. | Olimpiai Stadion, Kijev      | előselejtező (rájátszás)  | Szlovénia–Ukrajna    | 1 : 1    | 45 000      |

#### Kupamérkőzés
Több UEFA Bajnokcsapatok Ligája, UEFA-kupa és egyéb nemzetközi klubmérkőzést vezetett. Vezetett kupamérkőzéseinek száma: 42.

## Sportvezetőként
Pályafutását befejezve a Német labdarúgó-szövetség (DFB) nemzeti játékvezetőinek ellenőre, az Európai Labdarúgó-szövetség (UEFA) nemzetközi játékvezetőinek ellenőre.

## Politikai pályafutása
Az újraegyesítés előtt az SED tagja volt. 1997-ben belépett a CDU-ba, 1999-ben a CDU szövetségi sportbizottságának és a magdeburgi városi tanács tagja lett. 2002-ben a párt sachsen-anhalti listájáról szerzett Bundestag-mandátumot. 2004-től a CDU tartományi elnökségének tagja. 2005-ben újabb mandátumot szerzett a szövetségi gyűlésbe.

## Könyve
Bernd Heynemann, Wolfgang Borchert: A döntés pillanatai – játékvezetői életem. 2005. Medium German kiadó – ISBN 3-89812-266-2

## Sikerei, díjai
1998-ban pályafutásának csúcsán az "Év Játékvezetője" kitüntető címet érdemelte ki. 2001-ben példamutató és eredményes szolgálatáért megkapta a "Szövetség Szolgálatáért" elismerő díjat, ugyan abban az évben a DFB tiszteletbeli tagjának járó jelvényét kapta meg.
Az IFFHS (International Federation of Football History & Statistics) 1987-2011 évadokról tartott nemzetközi szavazásán 151, játékvezető besorolásával minden idők 27, legjobb bírójának rangsorolta. A 2008-as szavazáshoz képest 3 pozíciót hátrább lépett.